# Rafael Núñez
Rafael Wenceslao Núñez Moledo (Cartagena, 28 de septiembre de 1825-Cartagena, 18 de septiembre de 1894) fue un abogado, periodista, escritor, político y militar colombiano. Fue presidente de Colombia en cuatro periodos: entre 1880 y 1882, luego entre 1884 y 1886, entre 1887 y 1888, finalmente entre 1892 y 1894. Fue miembro del Partido Liberal Colombiano y luego líder de la coalición Partido Nacional.  
Fue a nombre propio presidente del país en 3 ocasiones, y fue clave para el ascenso político de figuras como Miguel Antonio Caro, Carlos Holguín, Eliseo Payán, Francisco Javier Zaldúa, entre otros importantes personajes. También fue clave para el regreso de los conservadores al poder, en lo que se conoció como hegemonía conservadora.  
Pese a que era un favorito en la política, era conocido por no gobernar, pues su frágil salud lo obligó en casi todos sus períodos presidenciales a alejarse del cargo y gobernar por medio de un encargado, siendo así el político que más victorias electorales ha logrado en la historia de Colombia.
Lideró el movimiento de conservatización del país conocido como la Regeneración, con la cual se terminó el régimen federal de los Estados Unidos de Colombia, la hegemonía liberal radical, y se promulgó la Constitución de Colombia de 1886, de la que fue corredactor junto a Caro y que fue la única carta política colombiana que sobrevivió por tiempo prolongado, llegando a 104 años al momento de su derogación en 1991. También fue el autor de la letra del himno nacional de Colombia, cuya música compuso el cantante lírico italiano Oreste Síndici. 
Núñez es considerado por varios factores y diferentes autores como uno de los personajes más influyentes de la historia de Colombia, y específicamente del siglo XIX, junto a Simón Bolívar, Francisco de Paula Santander y Tomás Cipriano de Mosquera.

## Biografía
Rafael Núñez nació en Cartagena de Indias el 28 de septiembre de 1825, en el seno de una familia adinerada de la ciudad, siendo el mayor de 3 hijos. 
A los 15 años fue aceptado por el general Francisco Carmona en las tropas rebeldes para luchar en la guerra de los Supremos. A los 18 años viajó con su padre a Tumaco, donde permaneció durante algunos meses trabajando. Estudió en la Universidad de Cartagena, en la que se graduara como bachiller licenciado en 1843. Recién graduado, se inició en el periodismo y fundó el periódico La Democracia.

### Primeros cargos
Rafael fue juez interino del segundo Circuito de Veraguas en Alanje con residencia en la ciudad de David, (hoy Panamá), a donde fue enviado por su padre por un asunto amoroso que generó escándalo en su ciudad. Al año siguiente fue nombrado Secretario General del veterano militar José María Obando en la gobernación de la Provincia de Cartagena.
Durante esta época compuso un poema en honor a la ciudad de Cartagena de Indias denominado Himno Patriótico, el cual declamó públicamente en la celebración del 11 de noviembre de 1850 y que posteriormente inspiró la letra del Himno nacional de Colombia. Por esa época también fundó la Sociedad Democrática de Cartagena. En octubre de 1849 su madre Dolores Moledo enfermó y viajó con ella a La Habana, en donde permanecieron seis meses.
En junio de 1854 renunció a la gobernación, contrajo matrimonio y asumió dos cátedras en la Escuela de Literatura y Filosofía de la Universidad de Cartagena y posteriormente es nombrado rector de la institución educativa, permaneciendo siete meses al frente de ella. Después de su paso por la academia, fue elegido Representante a la Cámara por el Estado Soberano de Panamá y viajó por primera vez a Bogotá.
Se destacó como congresista, siendo elegido presidente del Congreso. Dentro de su gestión propuso la creación de un banco central y una reforma al sistema penal. Participó en la asamblea constituyente de 1853 y mostró su habilidad como orador en los debates contra el proyecto federalista de Florentino González. El 17 de abril de 1854 el general José María Melo dio un golpe de Estado, depuso al presidente José María Obando y ordenó el cierre del Congreso, ante lo cual Núñez decide regresar a Cartagena.
Desempeñó el cargo de Gobernador de Bolívar en calidad de encargado desde el 19 de septiembre de 1854 hasta el 10 de enero de 1855. Poco después fue nombrado Secretario de Hacienda por el presidente Manuel María Mallarino, cargo que posteriormente volvería a ocupar en los gobiernos de los generales Tomás Cipriano de Mosquera y Julián Trujillo Largacha.

### Encargos diplomáticos
El 1 de octubre de 1858 se encargó de la gobernación del Estado Soberano de Panamá por dos meses. En 1863 participó en la Convención de Rionegro en calidad de diputado y se retiró a vivir a Nueva York, en donde escribió para diversos periódicos utilizando el seudónimo de Wencelly David de Olmedo. Posteriormente fue nombrado cónsul de Colombia en El Havre, llegando a Francia el 6 de julio de 1865. Durante este tiempo alternó su residencia entre El Havre y París. 
El 14 de julio de 1866 el general Tomás Cipriano de Mosquera lo nombró cónsul en Bruselas, pero Núñez rechazó el ofrecimiento y le respondió que prefería continuar en El Havre por motivos económicos. A mediados de 1869, Santos Gutiérrez nombra a Rafael Núñez cónsul en Liverpool, en donde permaneció hasta el 26 de noviembre de 1874. En este mismo año publicó en Ruan su obra "Ensayos de Crítica Social". Posteriormente renunció al cargo diplomático y se embarcó de regreso a Cartagena en el vapor "Lafayette", llegando el 3 de diciembre de 1874.

### Primera candidatura presidencial

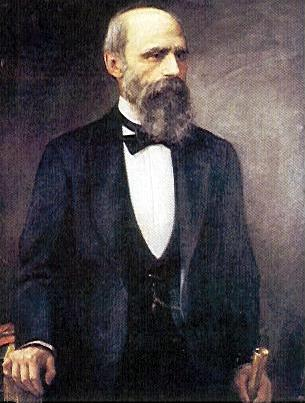
Parra, vencedor de la contienda de 1876.

#### Antecedentes
Entre 1870 y 1880 el modelo liberal político-económico que se había institucionalizado en la Convención de Rionegro de 1863 que había tocado fondo. El país estaba en la ruina: la poca infraestructura vial existente servía para consolidar la separación entre las provincias, no había comercio regular entre estas. Plantaciones y cultivos estaban en decadencia. 
En general, las exportaciones agrícolas tradicionales (tabaco, añil y quina) desaparecieron, mientras continuaba aumentando lentamente la exportación de oro y café y reemplazaba a los que estaban perdiendo mercados, pasando a representar cerca del 50% del total de las exportaciones. Además, la industria no aparecía aún.

#### Contienda electoral
Núñez planteaba que el país no podía seguir en el federalismo a ultranza en que venía, que había que darle facultades al gobierno central de intervenir en la economía, que el estado debía propiciar las inversiones en la industria, abrir más caminos y ferrocarriles, proteger con vigor lo que fuera produciendo la industria colombiana, y crear un clima favorable a las inversiones extranjeras.
En medio de estas circunstancias, un grupo de liberales independientes apoyó la candidatura de Núñez en 1876, pero perdió las elecciones frente al liberal radical Aquileo Parra y quedando debajo del conservador Bartolomé Calvo. A pesar de ello, Núñez permaneció como líder de los liberales independientes y empezó a proponer reformas al aparato estatal en el movimiento denominado la Regeneración. La derrota de Núñez sin embargo lo catapultó como uno de los mayores opositores al sistema radical, ya que recibió apoyo, naturalmente, de Panamá, y también del poderoso estado del Cauca.

### Trabajo legislativo y segunda candidatura presidencial
En 1878 Núñez fue elegido senador por el Partido Conservador y allí fue elegido Presidente del Congreso, cargo que ocupó hasta 1880, cuando volvió a candidatearse a la Presidencia de la República. Como presidente del Senado, tomó juramento del presidente electo Julián Trujillo el 1 de abril de 1878 anunciando en su discurso:

"Hemos llegado a un punto en que estamos confrontando este preciso dilema: regeneración administrativa fundamental o catástrofe".

Ese discurso se consideró como el anuncio del proyecto de La Regeneración, y de hecho, las posturas moderadas de Trujillo fueron dando paso a una candidatura del mismo talante, siendo Núñez el más opcionado en ganar la contienda. Los liberales oficialistas, llamados "radicales", se opusieron fuertemente a Núñez, e hicieron todo lo posible para evitar que llegara a la presidencia. A pesar de esta fuerte oposición, Núñez triunfó en las elecciones en siete de los nueve estados, venciendo al liberal Tomás Rengifo, gracias a un pacto con los conservadores, a los que lentamente se estaba empezando a adherir.

### Presidencias de Colombia (1880-1884)

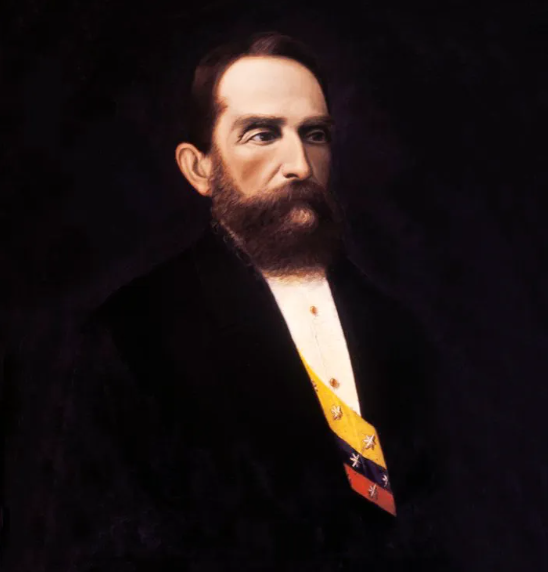
Óleo de Núñez por Epifanio Garay, Museo Nacional de Colombia, Bogotá.

#### Primer gobierno (1880-1882)
Núñez asumió el cargo el 1 de abril de 1880, y trató de empezar sus reformas, pero el periodo presidencial de dos años era muy corto para poder culminarlas. Fundó el Banco Nacional por medio de la ley 39 del 16 de junio de 1880, antecedente del Banco de la República y reemplazó el valor del patrón oro por papel moneda en los pesos colombianos.
Dio inicio a la construcción del Canal de Panamá según el proyecto de Fernando de Lesseps, del ferrocarril entre Bogotá y Girardot, fomentó la navegación a vapor a través del río Sinú, y promovió la cooperación continental al enviar una delegación colombiana para mediar en la Guerra del Pacífico y organizar una Conferencia Iberoamericana en Panamá en 1882.
En medio de una feroz oposición de los oficialistas, buscó que Francisco Javier Zaldúa fuese elegido como su sucesor para que continuara sus reformas. Pero Zaldúa, enfermo y sometido a presiones de uno y otro sector liberal, murió el 21 de diciembre de 1882, ocho meses después de su posesión. En su lugar, tras la declinación del propio Núñez, fue nombrado presidente otro liberal independiente: José Eusebio Otálora. Núñez tenía el camino despejado para intentar la reelección en el período 1884-1886, cosa que logró con relativa facilidad.

#### Tercera candidatura presidencial
En 1884 fue reelegido por el Partido Conservador, con el propósito de llevar a cabo la Regeneración.

#### Segundo gobierno (1884-1886)

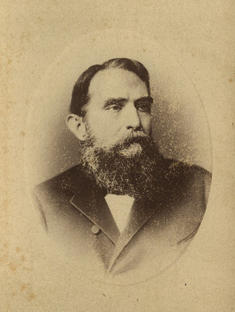
Núñez en 1885

A causa de su débil estado de salud, tardó algún tiempo en regresar de Curazao y tomar posesión de la presidencia y, mientras tanto, esta quedó a cargo de Ezequiel Hurtado.
En 1885, tras las disputas electorales en el Estado Soberano de Santander entre los generales Solón Wilches y Eustorgio Salgar, los liberales radicales iniciaron un movimiento que pronto se extendió por todo el país y desencadenó una guerra civil con el propósito de derrocar a Núñez. La guerra se prolongó durante varios meses y concluyó definitivamente con el triunfo de la coalición conservadora en la batalla de La Humareda, bajo el mando del general Guillermo Quintero Calderón.
Tras la victoria, Núñez pronunció desde el balcón del palacio presidencial la famosa frase: "La Constitución de 1863 ha dejado de existir". Con el camino despejado, convocó el 10 de septiembre de 1885 a dos representantes de cada uno de los estados soberanos para dar inicio a un Consejo Constituyente que se instaló el 11 de noviembre, cuyo objetivo era redactar una nueva Constitución de carácter centralista.
La constitución fue sancionada el 5 de agosto de 1886 y permaneció vigente, con algunas reformas, hasta 1991, siendo hasta la fecha la constitución política que mayor continuidad ha tenido Colombia. En ella tuvo un papel muy importante la Iglesia católica, como fuente para el restablecimiento del orden social. Como reformas principales estableció el periodo presidencial de seis años y convirtió a los estados soberanos en departamentos, centralizando el poder político en el gobierno nacional.

#### Tercer gobierno (1886-1887)

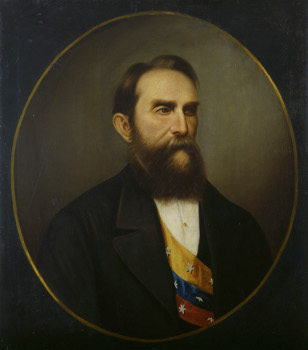
Retrato presidencial de Núñez, 1886

Debido al quebranto de su salud tras las alteraciones nerviosas que supusieron el afrontar la guerra civil, Núñez renunció a la presidencia ante el Consejo de Delegatarios el 1 de abril de 1886 y decidió retirarse inicialmente a Anapoima y luego a Cartagena. Durante su ausencia se hicieron cargo de la presidencia el designado José María Campo Serrano (1 de abril de 1886 a 6 de enero de 1887) y el vicepresidente Eliseo Payán (desde enero hasta junio de 1887).
Los liberales radicales, adversarios de Núñez, se fueron acercando a Payán para cambiar el rumbo político establecido, aprovechando su ausencia. Ante los rumores, Núñez decidió tomar rápidamente un vapor que lo condujo por el río Magdalena hasta Girardot. Desde allí escribió un telegrama a Payán informándole que había retomado el ejercicio de la presidencia y continuó su rumbo hacia la capital. Al conocer la noticia, Payán renunció al cargo y se retiró, iniciando así el tercer período de gobierno de Rafael Núñez, entre junio de 1887 y agosto de 1888.
Uno de los logros fundamentales de esta etapa fue la firma del Concordato con la Santa Sede el 31 de diciembre de 1887. A través de él se restablecieron las relaciones entre el Estado y la Iglesia católica, lo cual era considerado como un elemento esencial de orden social capaz de lograr la unificación del país.
Núñez durante su gobierno acostumbró a solicitar la organización de festejos para celebrar la fiesta patria de la independencia de Cartagena. El director de teatro José Domingo Torres, quien animaba las fiestas patrias, buscó al maestro italiano Oreste Síndici para pedirle la composición de una canción patriótica para la celebración de 1887. Para la letra de la canción, Torres le presentó a Síndici el poema "Himno Patriótico" escrito por Rafael Núñez en 1850. La interpretación se realizó en el "Teatro de Variedades" de la escuela pública de Sierva María , con un coro de niños de tres escuelas, alumnos de Oreste Síndici y fue anunciada como el himno nacional de Colombia. El himno posteriormente se oficializó como símbolo patrio a través de la ley 33 del 28 de octubre de 1920.

#### Gobierno de Holguín y quinta candidatura presidencial
En las elecciones del 20 de mayo de 1888 Carlos Holguín Mallarino fue nombrado presidente por el Congreso de la República por unanimidad de votos. Núñez entregó el poder el día 7 de agosto, regresó a su casa en El Cabrero y se dedicó nuevamente a escribir artículos en diversos periódicos del país.
Todos los sectores del Partido Nacional proclamaron una nueva candidatura de Núñez para las elecciones presidenciales de 1892 frente a Marceliano Vélez, en las cuales obtuvo el 80% de la votación.

#### Cuarto gobierno (1892-1894) y muerte

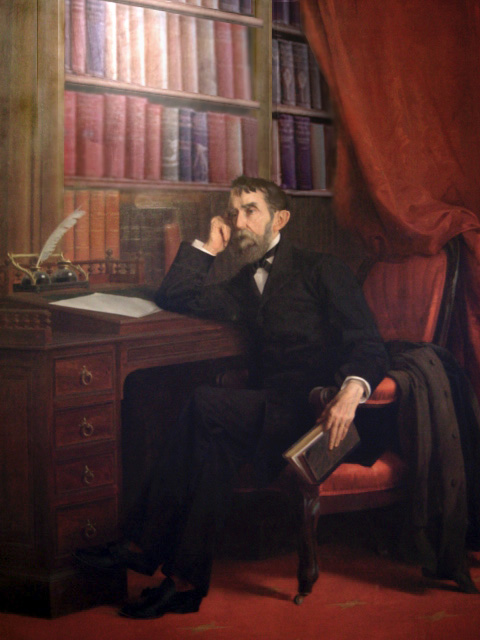
Rafael Núñez en su escritorio, Epifanio Garay, 1981. Museo Nacional de Colombia.

Por razones de salud, se posesionó simbólicamente en Cartagena el 21 de septiembre de 1892, pero decidió permanecer alejado del poder, dejando a cargo a su vicepresidente Miguel Antonio Caro.

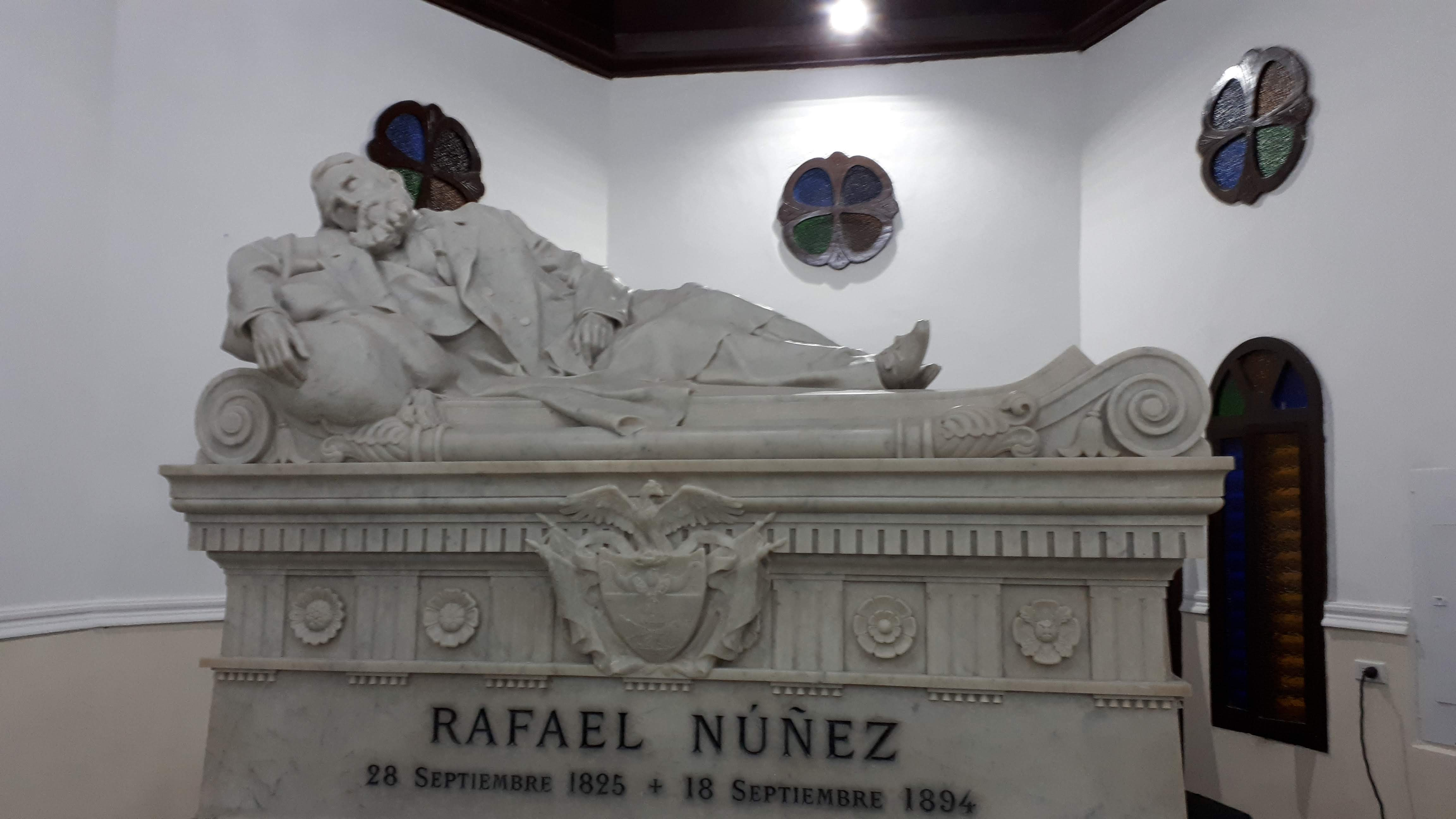
Tumba de Núñez

Permaneció en la hacienda de su esposa Soledad Román en el barrio El Cabrero de Cartagena, en donde recibió algunas visitas por medio de las cuales se mantenía al tanto de la actualidad. Mientras tanto el liberalismo independiente se redujo y la división conservadora se incrementó considerablemente, por lo que Núñez estaba planeando su regreso a Bogotá.
Sin embargo, su salud siguió deteriorándose hasta que murió el 18 de septiembre de 1894, víctima de un derrame cerebral. Al conocerse la noticia, se le rindieron homenajes en todo el país.

## Vida privada

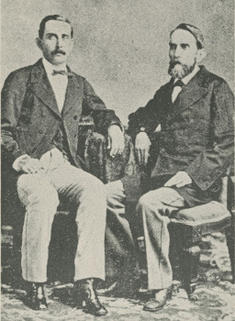
Núñez y su hermano Ricardo.

### Familia
Rafael Núñez era el hijo mayor del coronel Francisco Núñez García del Fierro, y de Dolores Moledo García del Fierro, quienes eran primos hermanos y habían contraído matrimonio el 6 de octubre de 1824, meses antes del nacimiento de Rafael. Sus hermanos eran Ricardo y María Rafaela Núñez Moledo.
Su madre era hija del militar español, José María Moledo, quien fue secretario de guerra de la Junta Suprema de Gobierno de 1810, por lo que se considera como el primer ministro de defensa de la historia de Colombia. Por otro lado, su tío Pedro María Moledo, fue firmante del Acta de Independencia de 1810.

### Relaciones amorosas
Muy similar a Tomás Cipriano de Mosquera y Simón Bolívar, Rafael Núñez tuvo varios amores a lo largo de su vida. Llegó a decir de él, el político y diplomático Indalecio Liévanoː

"La fortuna en la política, como las mujeres en el amor, lo siguieron incondicionalmente, porque nunca se dio todo, porque siempre existió algo en él voluptuoso y enigmático que descubrir."

Quizá el éxito con las mujeres que lo rodeaban se explica en su buen aspecto físico, según lo escrito por Nicolás del Castillo, quien describió a Núñez asíː

"(Era) mozo inteligente, de hundidos ojos azules, cabellos rubios finos, pómulos salientes, tez muy blanca y facciones irregulares que afeaban el rostro, pero que no le quitaban cierto mágico e indefinible atractivo masculino."

#### Amoríos en Cartagena

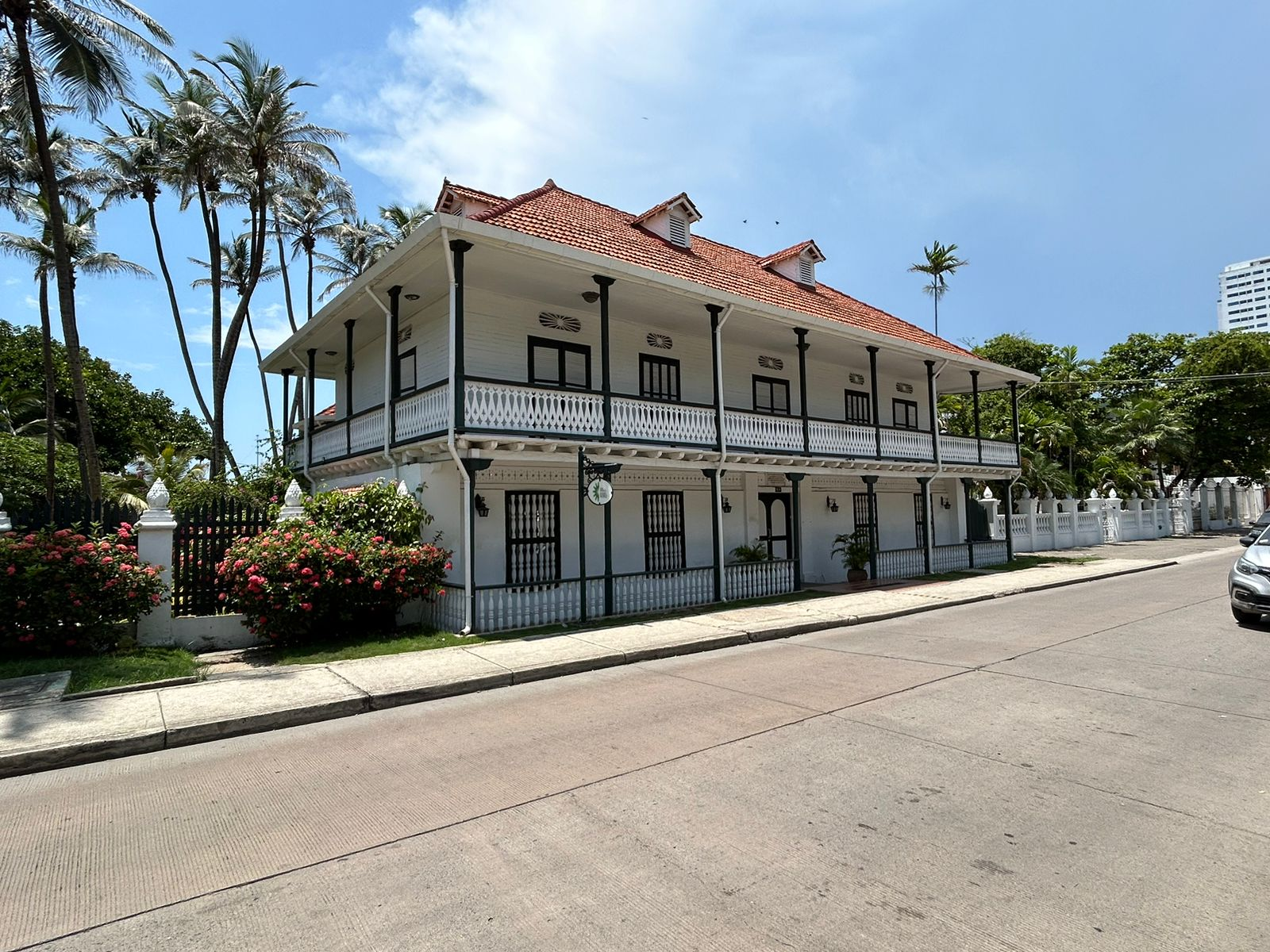
Casa Museo Rafael Núñez

Según los cronistas, el aún joven Núñez cayó enamorado de una muchacha de familia modesta, cuyo nombre no fue conservado aunque se dice que era Pepita Vives. La relación entre ambos se vio con malos ojos dadas las diferencias sociales entre ambos jóvenes, llegando al punto que el padre de Rafael envió a su hijo lejos de la ciudad para evitar que se casara por amor con la joven, quien estaba embarazada de Núñez, quien fue enviado a Panamá y fue allí donde se formalizó su primer matrimonio.
La muchacha llegó a casarse con un amigo de Núñez, lo que le permitió mantener una amistad con el político. Se sabe que cuando ella enviudó y Núñez estaba casado con su primera esposa, ambos se frecuentaban e intentaron una nueva relación, pero finalmente Núñez se alejó de la dama por pedido de ella, pese a que no era su deseo.

#### Amoríos en Panamá
En Panamá Núñez conoció a Manuela Arosemena, hermana del influyente político Justo Arosemena, quien era amigo personal de Núñez. La relación no pasó de una fuerte amistad, y la joven falleció en 1846, luego del traslado de Núñez a David, quien fue enviado allí para trabajar como asistente de un juez amigo de su padre. La amistad con Justo, sin embargo, se mantuvo y fue importante durante la carrera política del cartagenero.
Su padre falleció en 1847, por lo que Núñez se trasladó a Panamá para acompañarlo en su lecho de muerte. Allí el gobernador Tomás Herrera le puso en contacto con su sobrina, Concepción Picón, con quien el cartagenero llegó a comprometerse en matrimonio. La unión no prosperó por la aparente dureza de la dama. 

#### Su matrimonio
De regreso en David, Núñez conoció a Dolores Gallego, miembro de una influyente y adinerada familia de la región (era además cuñada de José de Obaldía), y que causó agrado en el político dada su belleza y sus múltiples talentos. Se casó con ella el 25 de febrero de 1851, y llegó a tener de ella a sus dos únicos hijos matrimoniales: Francisco y Rafael Núñez Gallego. La dureza de Dolores -quien al parecer sufría de epilepsia y por ese motivo tenía un carácter agrio con él- distanció a los esposos. Durante su etapa más crítica de matrimonio, Núñez volvió a tener contacto con su primer amor. Desesperado por el carácter de su esposa, Núñez se trasladó a Bogotá en 1859, y jamás volvió a tener ningún tipo de encuentro con Dolores.

#### Amoríos en Bogotá
En la capital Núñez conoció a María Gregoria de Haro de Logan, de una familia modesta pero prestigiosa, quien estaba casada con un rico explotador de minas y comerciante británico cuando conoció a Núñez, teniendo 22 años en ese momento. Núñez quedó prendado de la dama quien era una mujer muy culta y de belleza en demasía, además de que tenía un matrimonio infeliz. Se frecuentaron varias veces, y llegaron a tener mucha correspondencia el uno del otro. Cuando comenzaron las reformas liberales en el país, Núñez se fue a Nueva York, donde vivía de Haro luego de su divorcio.
María Gregoria y Núñez convivieron varios años juntos durante los encargos diplomáticos del cartagenero, hasta que en 1865 dejaron de verse y la relación terminó. La mujer terminó casada por tercera vez y murió en París en 1913. Según los cronistas, el amor entre Núñez y de Haro llegó a ser tan intenso que se considera la relación más intensa que tuvo el político.

#### Segundo matrimonio

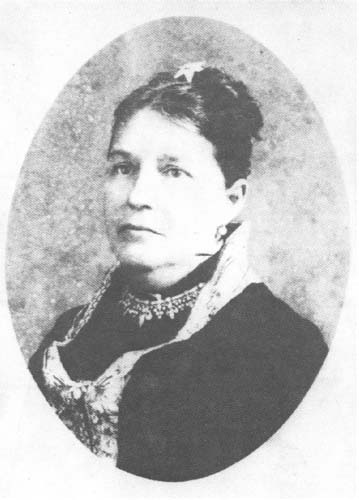
Soledad Román de Núñez

Núñez conoció a su segunda esposa en 1857 en casa de Juan José Nieto Gil, gobernador de Cartagena para la época, y amigo de la familia de Soledad. La joven Soledad Román era hija de prestigiosos y adinerados ciudadanos y su familia tenía importantes conexiones con políticos de la región. Pese a intentos de romance iniciales, la joven no pudo concretar algo con Núñez porque estaba comprometida para ese momento. Entonces Núñez partió a Panamá.
Como un liberal consagrado, Núñez logró la anulación civil de su primer matrimonio el 10 de marzo de 1871, por lo que se le tildó de bigamo y sus detractores lo acusaban de inmoral, ya que la unión se vio como un escándalo social. Indalecio Lievano afirmó lo siguiente sobre el asuntoː

"Los radicales, descreídos y anticlericales, los que implantaron en el país el divorcio y el matrimonio civil, se negaban a que sus esposas saludaran a la esposa civil del presidente, y en cambio los conservadores, partidarios del matrimonio católico y enemigos del divorcio, rodearon a su mujer de atentos y oportunos homenajes. Una sonrisa de ironía debió aparecer en los labios ante esa doble hipocresía."

El matrimonio civil con Soledad se celebró el 14 de julio de 1877 en París  y se ratificó mediante el matrimonio católico el 23 de febrero de 1889 gracias a la aprobación tácita que otorgó el Papa León XIII años atrás durante la negociación del concordato con Colombia en 1887, y a la muerte de su primera esposa en Panamá en 1899. Román influyó ampliamente en las decisiones que tomó Núñez durante sus gobiernos, incluyendo la radicalización de sus ideas conservadoras, ya que ella misma era una ferviente católica.

## Homenajes

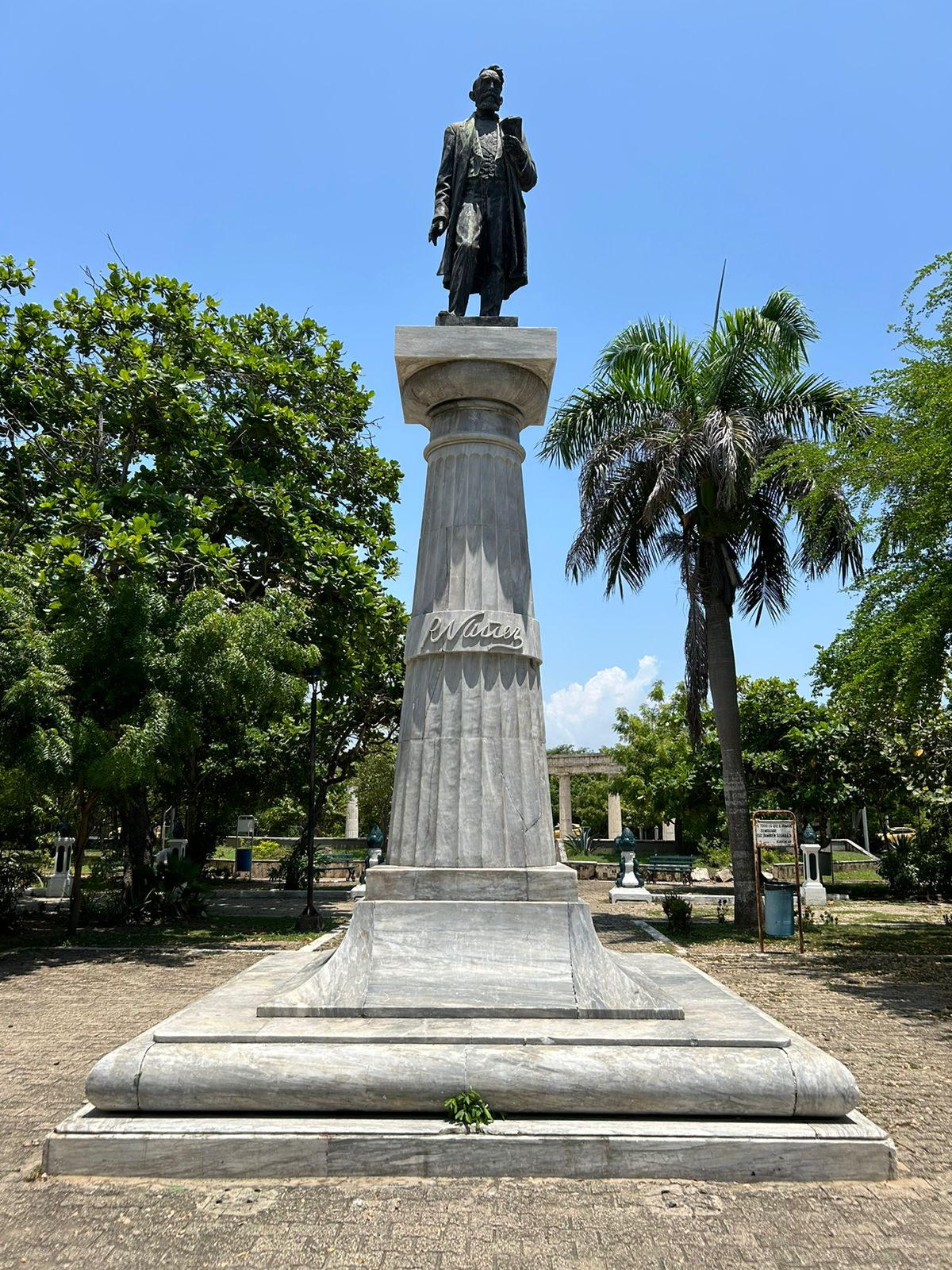
Estatua de Rafael Núñez en el parque del Cabrero, Cartagena de Indias

Entre los homenajes de sus amigos cercanos se puede mencionar el poema que compuso cómo homenaje el poeta nicaragüense Rubén Darío al enterarse de su muerte. El Congreso en pleno firmó una moción de duelo en su memoria. Su funeral duró dos días y se realizó en la capilla de San Juan de Dios de Cartagena. Sus restos se encuentran en la Ermita de Nuestra Señora de las Mercedes, ubicada en el barrio El Cabrero de Cartagena de Indias.
Se erigió una estatua de Rafael Núñez elaborada en el año 1922 por Francisco Antonio Cano adorna el patio interior del costado sur del Capitolio Nacional de Colombia que comunica con la Casa de Nariño.
La casa donde habitó Rafael Núñez con su segunda esposa Soledad Román y en la cual se firmó la Constitución de 1886, ubicada en el barrio El Cabrero, afuera de las murallas de Cartagena, fue transformada en museo. La casa es en madera de estilo caribeño y en ella se exhibe el mobiliario y objetos que pertenecieron a Núñez. Al frente de la casa se encuentra una estatua de Rafael Núñez.
El aeropuerto internacional de Cartagena de Indias fue bautizado con su nombre en 1986.
Con motivo del centenario de la Constitución, el Banco de la República puso en circulación el 5 de agosto de 1986 una serie de billetes de 5000 (pesos colombianos) con el retrato de Rafael Núñez en su anverso, los cuales se imprimieron hasta 1995. Así mismo, en 1987 en Cartagena se fundó la Corporación Universitaria Rafael Núñez en su honor.
Rafael Núñez se menciona en El amor en los tiempos del cólera (una novela de Gabriel García Márquez, 1985) como un personaje secundario. La Escuela de Formación de Carabineros de la Policía Nacional de Colombia ubicada en Corozal desde 1991 también recibe el nombre de Rafael Núñez.

## Obras publicadas

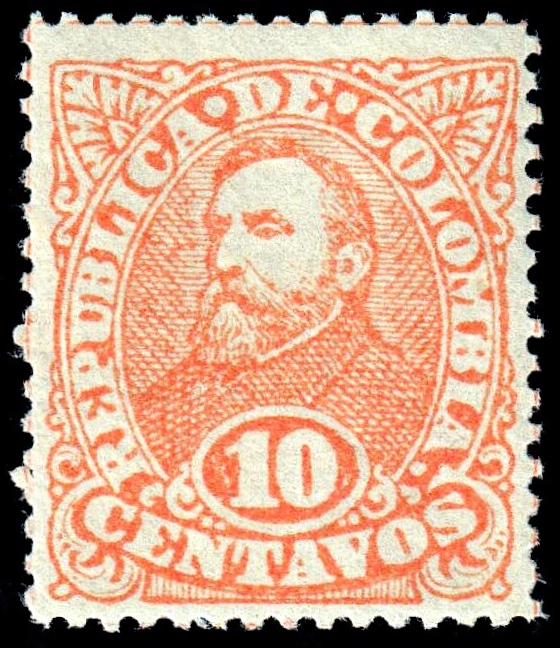
Sello postal con la efigie de Núñez.

Dentro de las obras escritas por Rafael Núñez se pueden destacar:
- La federación (1855).
- Ensayos de crítica social (1874).
- La rebelión: noticias de la guerra (1885).
- La reforma política en Colombia (1885).
- Versos (1885).
- Poesías (1889).
- Poesías y artículos críticos (1894).